# Elischeba
Elischeba (אֱלִישֶׁבַע ’Ělîšeḇa‘) war laut Bibel die Frau von Aaron, dem älteren Bruder von Moses und Ahnherren der Hohepriester.
Sie war die Tochter des Amminadab und Schwester des Nachschon aus dem Stamm Juda.
Der hebräische Name besteht aus zwei Teilen. El  bedeutet Gott und Sheba Überfluss. So bedeutet der Name Gott ist Überfluss.
Laut Bibel hatten Aaron und Elisheba vier Söhne: Nadab, Abihu, Eleasar und Itamar. Die levitischen Priester, auch Kohanim genannt, stammen laut Überlieferung alle von ihren beiden jüngeren Söhnen Eleasar und Itamar in direkter väterlicher Linie ab.
Im Neuen Testament im ersten Kapitel des Lukasevangeliums wird eine Frau namens Elisabet (Griechisch: Ἐλισάβετ) erwähnt, welche ihre Nachfahrin war, nach ihr benannt wurde und die Frau des Priesters Zacharias war. Sie war Mutter von Johannes dem Täufer und eine Verwandte von Maria, der Mutter Jesu.